# University of the Visayas

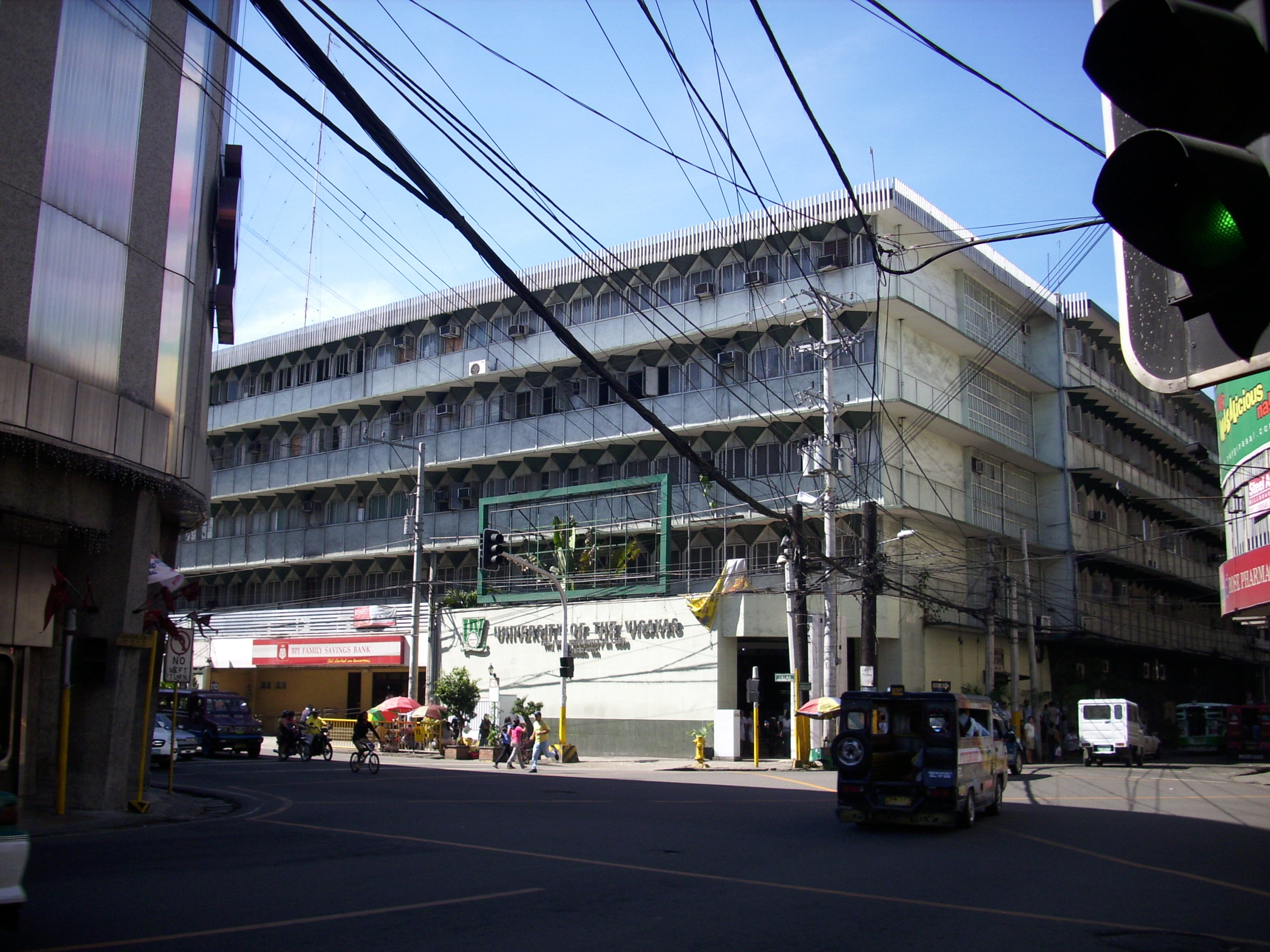
Der Hauptcampus in Cebu City

Die University of the Visayas befindet sich in der Provinz Cebu auf den Philippinen. Sie gilt als eine bedeutende Bildungseinrichtung in der Verwaltungsregion Central Visayas.

## Standorte
Die Universität ist aufgeteilt auf acht Standorte:
- University of the Visayas (Hauptsitz), Colon Street, Cebu City
- Gullas Medical Center, Barangay Banilad, Mandaue City
- Maritime College, Lapu-Lapu City

Andere Standorte befinden sich in Toledo City, Dalaguete, Minglanilla und Compostela.

## Fakultäten
Die University of the Visayas beherbergt vierzehn verschiedene Fakultäten, diese sind in Hochschul- und Fachschulbereiche, sowie in der Berufsausbildung in Colleges gegliedert. Diese sind unter anderem das Gullas College of Law, das Gullas College of Medicine und die Colleges of Density, -Pharmacy, -Arts and Science, -Business Administration, -Criminal Justice und -Education.

## Geschichte
Die Geschichte der Universität begann 1919, als Don Vicente Gullas das Visayan Institute gründete und in angemieteten Räumen der City Central School erstmals 37 Studenten unterrichtete. 1948 erhielt das Institut den Status einer Universität, seitdem wurde ein extensives Ausbauprogramm verfolgt.